# Condados de Sudán del Sur
Los 10 estados y las 3 áreas administrativas de Sudán del Sur se dividen en 79 condados.

## Historia
Antes de la independencia de Sudán del Sur en 2011 de Sudán, los condados recibían el nombre de distritos. Tras la independencia, los 10 estados de Sudán del Sur se dividieron en 79 condados. Se establecieron más condados durante la guerra civil de Sudán del Sur, cuando el país aumentó a 32 estados y el número de condados superó los 100. Sin embargo, con el regreso a 10 estados y 3 áreas administrativas en 2020, Sudán del Sur volvió a tener 79 condados.

## Alto Nilo

Los condados del Estado de Alto Nilo.

- Condado de Baliet
- Condado de Fashoda
- Condado de Longechuk
- Condado de Maban
- Condado de Maiwut
- Condado de Malakal
- Condado de Manyo
- Condado de Melut
- Condado de Nasir
- Condado de Panykang
- Condado de Renk
- Condado de Ulang

## Bar el Gazal del Norte

Los condados del Estado de Bar el Gazal del Norte.

- Condado de Aweil Central
- Condado de Aweil Occidental
- Condado de Aweil Oriental
- Condado de Aweil del Norte
- Condado de Aweil del Sur

## Bar el Gazal Occidental

Los condados del Estado de Bar el Gazal Occidental.

- Condado del Río Jur
- Condado de Raga
- Condado de Wau

## Estado de Lagos

Los condados del Estado de Lagos.

- Condado de Awerial
- Condado de Cueibet
- Condado de Rumbek Central
- Condado de Rumbek Oriental
- Condado de Rumbek del Norte
- Condado de Wulu
- Condado de Yirol Occidental
- Condado de Yirol Oriental

## Ecuatoria Central

Los condados del Estado de Ecuatoria Central.

- Condado de Juba
- Condado de Kajo Keji
- Condado de Lainyà
- Condado de Morobo
- Condado de Terekeka
- Condado de Yei

## Ecuatoria Occidental

Los condados del Estado de Ecuatoria Occidental.

- Condado de Ezo
- Condado de Ibba
- Condado de Maridi
- Condado de Mundri Occidental
- Condado de Mundri Oriental
- Condado de Mvolo
- Condado de Nagero
- Condado de Nzara
- Condado de Tambura
- Condado de Yambio

## Ecuatoria Oriental

Los condados del Estado de Ecuatoria Oriental.

- Condado de Budi
- Condado de Ikwoto
- Condado de Kapoeta Oriental
- Condado de Kapoeta del Norte
- Condado de Kapoeta del Sur
- Condado de Lafon
- Condado de Magwi
- Condado de Torit

## Junqali

Los condados del Estado de Junqali.

- Condado de Akobo
- Condado de Ayod
- Condado de Bor
- Condado de Duk
- Condado de Fangak
- Condado de Nyirol
- Condado de Pigi
- Condado de Twic Oriental
- Condado de Uror

## Unidad

Los condados del Estado Unidad.

- Condado de Guit
- Condado de Koch
- Condado de Leer
- Condado de Mayiandit
- Condado de Mayom
- Condado de Panyijar
- Condado de Rubkona

## Warab

Los condados del Estado de Warab.

- Condado de Gogrial Occidental
- Condado de Gogrial Oriental
- Condado de Tonj Oriental
- Condado de Tonj del Norte
- Condado de Tonj del Sur
- Condado de Twic

## Área Administrativa de Ruweng

Los condados del Área Administrativa de Ruweng.

- Condado de Abiemnom
- Condado de Panriang

## Área Administrativa de Pibor

Los condados del Área Administrativa de Pibor

- Condado de Pibor
- Condado de Pochalla